# Nádam

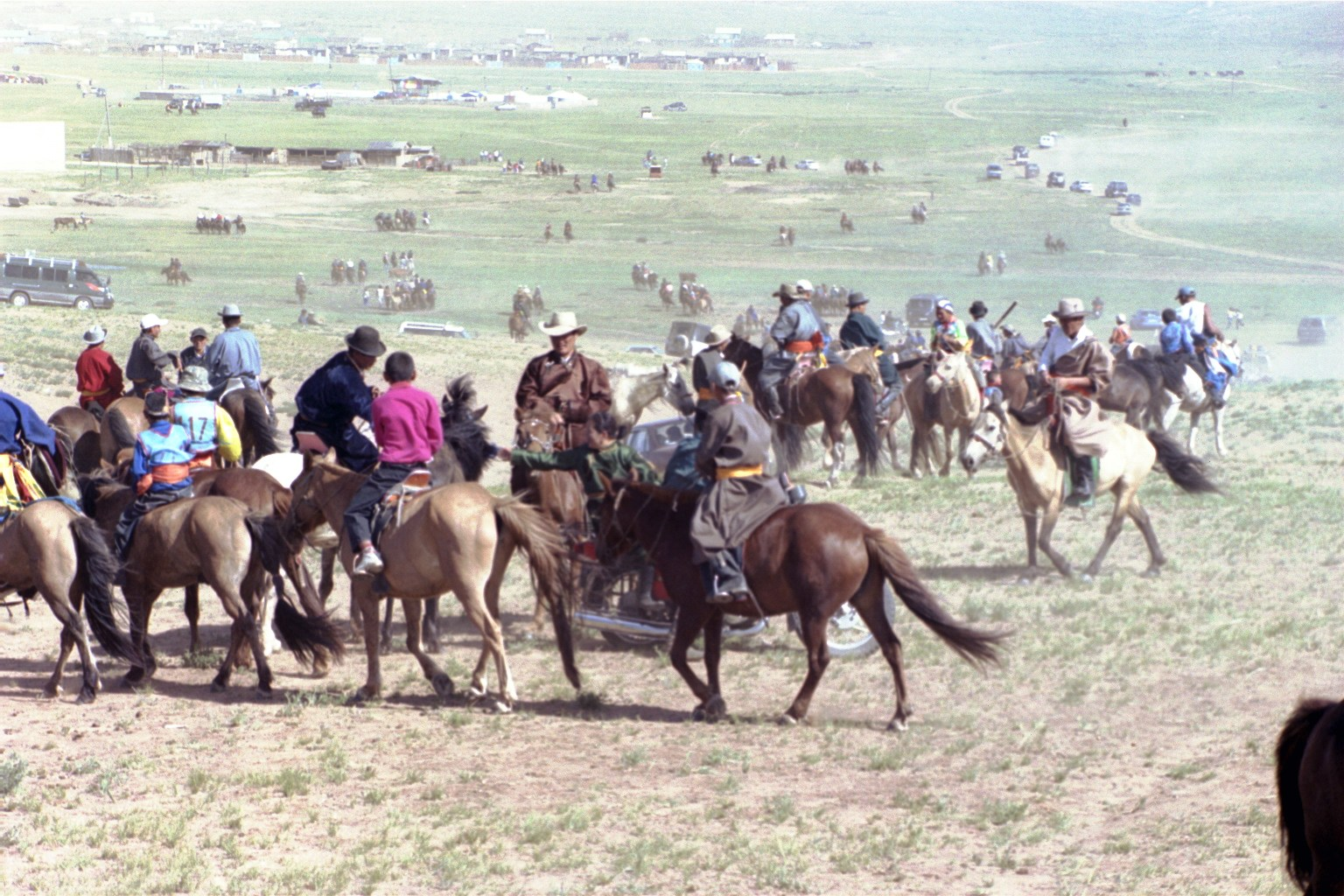
Jezdci na koních v Mongolsku během festivalu Nádam

Nádam je tradiční typ festivalu v Mongolsku. Festival je také nazýván „eriin gurvan naadam“ neboli „tři mužské hry“. Tyto hry jsou mongolský zápas, jízda na koni a lukostřelba a jsou jedinými v celé zemi. Navzdory jménu festivalu se ženy účastní lukostřelby a dívky jízdy na koni, ale ne mongolského zápasu.
Největší festival se koná v mongolském hlavním městě Ulánbátaru během národního svátku 11. – 13. července, ačkoliv ostatní města v Mongolsku mají své vlastní slavnosti Nádam menšího rozsahu. Začíná složitě předvedeným ceremoniálem s účastí tanečníků, atletů, jezdců na koni a hudebníků. Po ceremoniálu začínají soutěže.
Nádam je nejvíce sledovaným festivalem v zemi a má se za to, že existuje v různých podobách už po staletí. Původně se jednalo o náboženský festival, ale v dnešní době připomíná revoluci v roce 1921, kdy Mongolsko vyhlásilo nezávislost.
Další populární aktivitou během Nádamu je hra s pomocí „šagaj“, což jsou ovčí hlezenní kosti, sloužící jako hrací pomůcky i jako symboly věštby a přátelství.
Festival se taky koná v autonomní oblasti Vnitřní Mongolsko v Číně.
Festival se slaví pod názvem Nádym 15. srpna, což je také Den Tuvinské republiky, na polích Tos-Bulak s dostihovými závody a soutěžemi „chureš“

## Tři hry

### Mongolský zápas
512 nebo 1024 zápasníků se utkává ve vyřazovacím turnaji o devíti nebo deseti kolech. Tradiční mongolský zápas je soutěž bez časového omezení, ve které zápasník prohraje, když se dotkne země. Zápasníci nosí dvoudílný kroj sestávající z těsné vesty (zodog) a krátkých kalhot (šúdag). Zápasníci jsou výhradně mužského pohlaví.
Každý zápasník má pomocníka nazývaného zasúl. Zasúl zpívá oslavnou píseň vítěznému zápasníkovi po třetím, pátém a sedmém kole. Vítězům sedmého nebo osmého kola (podle toho, jestli se soutěže účastní 512 nebo 1024 zápasníků) je přiřčen titul zán (slon). Absolutní vítěz, který vyhrál všech devět nebo deset zápasů, se nazývá arslan (lev).

### Jízda na koni
Na rozdíl od klasických dostihů, které jsou obvykle krátké sprinty na 2 kilometry, mongolská jízda na koni jako součást Nádamu se jezdí napříč krajinou, se závody 15-30 km dlouhými. Koně se rozdělují do šesti skupin podle věku, s nejmladšími dva roky starými. Jezdci jsou děti od 5 do 12 let. Po závodech prvních pět koní z každé kategorie obdrží titul ajrgjin tav a první tři dostanou zlatou, stříbrnou a bronzovou medaili. Navíc kůň, který skončí poslední v kategorii dvouletých koní (dága), také dostane cenu pro prvních pět v přesvědčení, že se v příštím závodě umístí lépe.

### Lukostřelba
360 terčů je vztyčeno pro soutěž v lukostřelbě. Této soutěže se účastní jak muži, tak ženy. Muži vypálí 40 šípů ze vzdálenosti 75 metrů, zatímco ženy vystřelí 20 šípů z 60 metrů. Předtím, než soutěžící vystřelí, diváci volají „Tref terč!“, a pokud se trefí, všichni vykřiknou „Trefil!“. Vítězům soutěže jsou přiřčeny tituly „elitní střelec“ a „elitní střelkyně“.
překlad z 